# Laurent Sciamma
Laurent Sciamma, né le 13 septembre 1985 à Pontoise, est un comédien et humoriste français.
Son spectacle seul en scène, Bonhomme, créé en 2015 est décrit par la presse comme féministe,. Il aborde la place des femmes et des hommes dans la société française après Metoo. Le spectacle a été programmé au Café de la gare entre 2019 et 2021.
Il est le frère cadet de la réalisatrice Céline Sciamma,,.
Avant de se lancer dans le stand-up, il a été graphiste puis directeur artistique dans la pub .